# 中国民航航点
本条目列出中国民航于1988年拆分前所营运的航点，因条件所限，部分航点未予收录。

## 非洲
- 衣索比亞
  - 亚的斯亚贝巴-亚的斯亚贝巴博莱国际机场

## 亚洲
- - 达卡 - 沙阿賈拉勒國際機場
- 英屬香港
  - 香港 - 啟德機場
- 緬甸
  - 曼德勒 - 曼德勒昌迈莎齐机场（英语：Mandalay Chanmyathazi Airport）
  - 仰光 - 仰光国际机场
- 柬埔寨
  - 金边 - 金邊國際機場
- 中国
  - 北京市
    - 北京首都国际机场
    - 北京南苑机场

  - 成都市 - 成都双流国际机场
  - 重庆市 - 重庆白市驿机场
  - 大连市 - 大连周水子国际机场
  - 福州市 - 福州义序机场
  - 广州市 - 广州白云国际机场
  - 桂林市 - 桂林奇峰岭机场
  - 海口市 - 海口大英山机场
  - 杭州市 - 杭州笕桥机场
  - 哈尔滨市 - 哈尔滨太平国际机场
  - 昆明市 - 昆明巫家坝国际机场
  - 兰州市 - 兰州中川国际机场
  - 拉萨市 - 拉萨贡嘎机场
  - 南京市 - 南京大校场机场
  - 南宁市 - 南宁吴圩国际机场
  - 宁波市 - 寧波櫟社國際機場
  - 青岛市 - 青島流亭國際機場
  - 三亚市 - 三亚凤凰国际机场
  - 上海市
    - 上海虹桥国际机场
    - 上海龙华机场

  - 沈阳市 - 沈阳东塔机场
  - 天津市 - 天津滨海国际机场
  - 乌鲁木齐市 - 乌鲁木齐地窝堡国际机场
  - 武汉市 - 武汉王家墩机场
  - 厦门市 - 厦门高崎国际机场
  - 西安市 - 西安西关机场
  - 西宁市 - 西宁乐家湾机场
  - 烟台市 - 烟台莱山国际机场
- 印度尼西亞
  - 雅加达
    - 凯曼山机场（英语：Kemayoran Airport）
    - 蘇加諾-哈達國際機場
- 伊拉克
  - 巴格达 - 巴格達國際機場
- 日本
  - 长崎市 - 長崎機場
  - 大阪市 - 大阪國際機場
  - 東京都 - 東京國際機場
- 科威特
  - 科威特城 - 科威特國際機場
- 蒙古国
  - 乌兰巴托 - 布顏特·烏卡哈國際機場
- 朝鮮民主主義人民共和國
  - 平壤市 - 平壤順安國際機場
- 越南 
  - 河內市
    - 嘉林机场
    - 內排國際機場
- 菲律賓
  - 马尼拉 - 尼诺伊·阿基诺国际机场
- 巴基斯坦
  - 卡拉奇 - 真纳国际机场
- 新加坡
  - 新加坡 - 新加坡樟宜机场
- 泰國
  - 曼谷 - 廊曼國際機場
- 阿联酋
  - 沙迦 (城市) - 沙迦國際機場

## 欧洲
- 法國
  - 巴黎-夏尔·戴高乐机场
- 羅馬尼亞
  - 布加勒斯特-亨利·科安德国际机场
- 苏联
  - 伊尔库茨克-伊尔库茨克国际机场
  - 莫斯科-谢列梅捷沃国际机场
- 瑞士
  - 苏黎世-苏黎世机场
- 英国
  - 伦敦-盖特威克机场
- 西德
  - 法兰克福-法兰克福机场
- 南斯拉夫
  - 贝尔格莱德-贝尔格莱德·尼古拉特斯拉机场

## 北美
- 美国
  - 洛杉矶-洛杉矶国际机场
  - 纽约市-约翰·肯尼迪国际机场
  - 旧金山-旧金山国际机场

## 大洋洲
- - 悉尼-悉尼机场